# Nicola Procaccini
Nicola Procaccini (Roma, 21 gennaio 1976) è un politico italiano.
È stato sindaco di Terracina dal 30 maggio 2011 al 6 maggio 2015 e dal 21 giugno 2016 al 19 luglio 2019, europarlamentare eletto nella circoscrizione Italia centrale, nelle liste di Fratelli d’Italia, in occasione delle elezioni europee del 2019. Attualmente è co-presidente del gruppo ECR al Parlamento Europeo e responsabile del dipartimento Ambiente ed energia di Fratelli d'Italia e presidente della Fondazione ufficiale dei Conservatori Europei ‘New Direction’. 

## Biografia
Nato a Roma il 21 gennaio 1976, figlio della politica e deputata di Forza Italia Maria Burani Procaccini, si è diplomato presso il liceo classico "Leonardo da Vinci" di Terracina, dove inizia la propria attività politica, e laureato in giurisprudenza presso l’Università degli Studi di Roma "La Sapienza" con una tesi in diritto amministrativo.
Militante nel Fronte della Gioventù, l'organizzazione giovanile del Movimento Sociale Italiano-Destra Nazionale, aderisce poi ad Azione Giovani (AG), l'organizzazione giovanile di Alleanza Nazionale (AN), di cui diventa dirigente nazionale.
La sua attività politica negli anni universitari si divide tra Azione Universitaria, l'organizzazione universitaria di AN, e l'elezione, a soli 21 anni, a consigliere comunale di Terracina (1997-2001), dove siede fra i banchi dell'opposizione.
Ha lavorato nell’ufficio stampa parlamentare presso la Camera dei deputati dal 2001 al 2008, come editorialista di politica estera presso il quotidiano L'Indipendente diretto da Gennaro Malgieri e come vice-caporedattore del quotidiano Liberal diretto Renzo Foa e Ferdinando Adornato.
In AG nasce un affiancamento e stretta collaborazione con Giorgia Meloni, la presidente dell'organizzazione giovanile, a cui fa da portavoce come vicepresidente della Camera dei deputati durante la XV legislatura e Ministro per la gioventù nel quarto governo presieduto da Silvio Berlusconi.

### Sindaco di Terracina
Alle elezioni comunali nel Lazio del 2011 si candida a sindaco di Terracina, sostenuto da Popolo della Libertà (PdL), Unione di Centro, Partito Repubblicano Italiano, La Destra di Francesco Storace e dalla lista civica "Sindaco Nicola Procaccini", risultando il più votato al primo turno con il 44,78% dei voti, accedendo al ballottaggio con Gianfranco Sciscione (candidato civico) fermo al 21,71%, e venendo poi eletto con il 52,86% contro il 47,14% di Sciscione, lasciando quindi la carica di portavoce. Con la sospensione del PdL nel 2013 aderisce a Fratelli d'Italia.
Il 6 maggio 2015 Procaccini decade dalla carica di sindaco di Terracina a seguito delle dimissioni di 13 consiglieri comunali che lo hanno sfiduciato.
Nel 2016 Procaccini si ripresenta come candidato a sindaco e nel primo turno riceve il 36,55% dei consensi contro il 30% del suo avversario Gianluca Corradini, accedendo al ballottaggio. Il 21 giugno viene rieletto sindaco di Terracina col 63,09% dei consensi contro il 36,91% del suo avversario.
Nel 2018 diventa membro dell’Assemblea nazionale di Fratelli d'Italia.

### Europarlamentare

Procaccini con Marion Maréchal, George Simion, Bart De Wever, Giorgia Meloni, Petr Fiala e Carlo Fidanza il 20 marzo 2025

Alle elezioni europee del 2019 si candida al Parlamento europeo tra le liste di Fratelli d'Italia nella circoscrizione Italia centrale, ottenendo 45.331 preferenze e risultando il primo dei non eletti; diventerà comunque europarlamentare a seguito della rinuncia al seggio da parte di Giorgia Meloni. Il 19 luglio 2019 si dimette da sindaco di Terracina per incompatibilità tra le due cariche; al suo posto subentra il vicesindaco reggente Roberta Tintari.
Presso il Parlamento Europeo, dal 26 gennaio 2022 è membro della Commissione ENVI - Ambiente, Sanità pubblica e sicurezza alimentare, e il 14 febbraio 2023 diventa co-presidente del Gruppo dei Conservatori e dei Riformisti Europei (ECR).
È stato membro della Commissione LIBE - Libertà civili, Giustizia e Affari interni, all’interno della quale ha ricoperto l’incarico di coordinatore per il suo gruppo parlamentare.
È membro supplente della Commissione per l’Agricoltura e lo Sviluppo rurale.
A partire dall’ottobre 2020 ricopre la carica di Presidente della Delegazione per le relazioni con i paesi dell'Asia meridionale.
Alle elezioni europee del 2024 Procaccini viene ricandidato nella circoscrizione Italia centrale, in seconda posizione dietro la capolista Giorgia Meloni.
Con 125.318 preferenze è il più votato in Italia dopo Giorgia Meloni. Viene poi confermato co-presidente di ECR insieme al polacco Joachim Brudzinski.
Il 14 gennaio 2025 viene eletto all’unanimità Presidente della fondazione ufficiale dei Conservatori Europei New Direction, fondata nel 2009 da Margaret Thatcher.